# کریستینا سوئیندل
کریستینا سوئیندل (به انگلیسی: Christina Swindle) (زادهٔ ۶ اکتبر ۱۹۸۴) شناگر اهل ایالات متحده آمریکا است.